# Herman Sandegren
Herman Alfred Ernst Sandegren, född 13 juli 1881 i Göteborg, död 13 maj 1938 i Stockholm, var en svensk missionär.
Herman Sandegren var son till Jacob Sandegren. Han växte upp på missionsstationen i Madras och kom till Sverige 1894. Han avlade mogenhetsexamen i Uppsala 1900 samt blev där filosofie kandidat 1904 och filosofie licentiat 1908. Efter lärartjänstgöring vid Fjellstedtska skolan 1910–1911 verkade han som missionär i Sydindien 1912–1920, där han framför allt som ledare av missionsläroverket i Pudukotah vann erkännande. Nedbruten av klimatet återvände Sandegren 1920 till Sverige, där han som sekreterare i Svenska kyrkans missionsstyrelse, från 1921 i Uppsala och från 1933 i Stockholm, som föreläsare och studieledare försökte sprida kunskap om och väcka intresse för missionen. I en rad skrifter, främst Kast och kristendom i Sydindien (1921), behandlade Sandegren aktuella missionsproblem i avsikt att orientera svenska missionsvänner och särskilt blivande missionärer om missionens ställning i olika ras-, kultur- och religionssammanhang. Han utgav även den missionshistoriska återblicken Svensk mission och indisk kyrka (1924).